# Бокантен
Бокантен (фр. Bosquentin) насеље је и општина у северној Француској у региону Горња Нормандија, у департману Ер која припада префектури Andelys.
По подацима из 2011. године у општини је живело 115 становника, а густина насељености је износила 16,67 становника/km². Општина се простире на површини од 6,9 km². Налази се на средњој надморској висини од 167 метара (максималној 172 m, а минималној 132 m).

## Демографија
| 1962. | 1968. | 1975. | 1982. | 1990. | 1999. | 2011. |
| ----- | ----- | ----- | ----- | ----- | ----- | ----- |
| 112   | 115   | 89    | 77    | 72    | 67    | 115   |

График промене броја становника у току последњих година